# Hessemydas parkeri
Hessemydas parkeri is een vliegensoort uit de familie Mydidae. De wetenschappelijke naam van de soort is voor het eerst geldig gepubliceerd in 2005 door Kondratieff, Carr & Irwin.
De soort komt voor in Madagaskar.